# Wilchta
Wilchta (dawniej Paskowa Wola) – wieś sołecka w Polsce położona w województwie mazowieckim, w powiecie garwolińskim, w gminie Borowie.
Wieś szlachecka Wilcta położona była w drugiej połowie XVI wieku w powiecie garwolińskim  ziemi czerskiej województwa mazowieckiego. W latach 1975–1998 miejscowość administracyjnie należała do województwa siedleckiego. 
Wieś powstała prawdopodobnie w 1459, kiedy to biskup Andrzej Bniński przyłączył do parafii Sieczcza nowo założoną wieś Paskowa Wola (obecnie Wilchta). W 1466 przyznał z niej plebanowi Sieczczy dziesięcinę folwarczną i nie uznał roszczeń plebana garwolińskiego.
Wierni Kościoła rzymskokatolickiego należą do parafii Najświętszej Maryi Panny w Parysowie.